# Cuarteto de cuerda n.º 15 (Schubert)

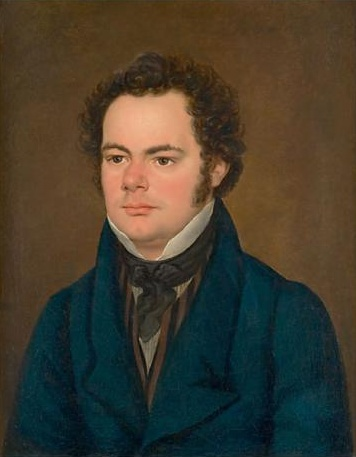
Franz Schubert en 1827

El Cuarteto de cuerda n.º 15 en sol mayor, D. 887, fue el último cuarteto escrito por Franz Schubert en junio de 1826.  Fue publicado póstumamente en 1851, como Op. 161. La obra está enfocada en ideas líricas y explora modos mayores y menores de gran alcance, lo cual era poco común hasta entonces en sus composiciones. Schubert reforzó esto con una variedad de contrastes dinámicos y el uso de texturas y pizzicato. La forma estructural de los movimientos de este cuarteto es algo ambigua debido al enfoque de Schubert en el lirismo en lugar de la estructura armónica tradicional.

## Análisis
Los cuatro movimientos del cuarteto son:
1. Allegro molto moderato (sol mayor)
2. Andante un poco moto (mi menor)
3. Scherzo . Allegro vivace – Trío . Allegretto (si menor)
4. Allegro assai (sol mayor)

La duración de la interpretación del cuarteto es de unos 45 minutos.

### I. Allegro molto moderado
El primer movimiento se basa en un motivo de cuartas descendentes cromáticas dentro de modos mayores y menores alternados. El tema lírico principal del movimiento, que comienza con una semicorchea que pasa a una corchea con puntillo, se escucha en muchas variaciones a lo largo del resto de los movimientos del cuarteto. El primer movimiento presenta un trémolo extenso, que conduce a la repetición de la exposición. Mientras que muchos compositores deshacen un tema en partes cada vez más pequeñas, Schubert, conocido por su lirismo, en cambio, expande continuamente el tema.
Esta técnica puede incluir el uso de un motivo en tresillos para conectar el primer y segundo grupo principal de esta forma sonata. El segundo grupo abre, exactamente como sucede en el Quinteto para cuerdas escrito más tarde y similar a la técnica de algunas obras de Beethoven, no en la clave dominante sino con un tema tranquilo en medio, si bemol, con un ritmo no exactamente el mismo del tema lírico que ralentizó las cosas desde el principio, y agregando textura con acompañamiento de pizzicato. Hay una transición agitada dominada por tresillos y se escucha el mismo tema, con acompañamientos de tresillos; los tresillos, no el tema, continúan hasta el final de la exposición, y descienden gradualmente desde re hasta sol mayor para la repetición, o para el segundo final y el comienzo del desarrollo, donde la continuidad significa el susurro continuo de las cuerdas, intercambiando con pasajes más enérgicos, luego trayendo versiones más rápidas de los ritmos punteados de los temas principales. El clímax del desarrollo conduce a una recapitulación particularmente tranquila, muy variada en su apertura de lo que habíamos escuchado originalmente. En la coda, la apertura del cuarteto, tanto su ritmo como sus intercambios mayor/menor, tienen una nueva oportunidad de reproducirse.
Hay un pasaje armónico notablemente innovador en el primer movimiento. entre los compases 414 y 429 Schubert prolonga el sol mayor con una subdivisión igual de la octava utilizando tercios mayores. Pasar acordes de séptima en el violonchelo proporciona una progresión lineal suave que conecta estos tercios mayores, el resultado de lo cual es un descenso de tono completo en la voz del violonchelo. Se producen las siguientes prolongaciones de tercera mayor: Sol (cp. 414-416) Mi bemol (cp. 417-418) Si (cp. 419-420) Sol (cp. 421-422) Mi bemol (423-426). En el compás 426, Schubert reinterpreta enarmónicamente esta estructura de séptima dominante, resolviéndola como una sexta aumentada alemana, procediendo así en los compases 427-429.

### II. Andante un poco moto
El dramático movimiento lento tiene ritmo de marcha y repentinos glissandos de violín seguidos de caídas a la cuerda más baja, y mucho uso del trémolo. Este movimiento utiliza variaciones dramáticas de temas entre episodios. El primer episodio contiene un solo de violonchelo armónicamente estático acompañado de pizzicato. Cambia abruptamente a un episodio fortissimo en el compás 43 reforzado a modo de unísonos en ritmos y octavas. Este retorno dramático del tema desde la primera exposición idílica es diferente a la resolución del tema en el primer movimiento.

### III. Scherzo. Allegro vivace – Trío. Alegreto
El scherzo es de textura ligera, veloz durante gran parte de su desarrollo, presagiando los scherzos de Mendelssohn. El trío se plantea como un dúo suave de dos instrumentos, primero entre el violonchelo y el primer violín, luego entre el primer violín y la viola, luego nuevamente entre el violonchelo y el primer violín. El tema del trío interpretado por el violonchelo es una reiteración del tema del segundo movimiento, también interpretado por el violonchelo. El tercer movimiento puede verse como una réplica del movimiento anterior. Aquí el scherzo y el trío intercambian temas y en el segundo movimiento el tema y las variacioness intercambian temas de manera similar.

### IV. Allegro assai
El final continúa la forma ambigua de los movimientos anteriores en un movimiento extendido en el que no está claro si el movimiento está en forma sonata o rondó, en sol mayor o sol menor. El tema de apertura tiene intercambios entre los modos mayor y menor como en el primer movimiento. Los ritmos recuerdan a una tarantela, como ocurre con el cuarteto n.º 14, anterior, al que el movimiento se asemeja en algunas cualidades caprichosas.
El cuarteto fue publicado por primera vez en 1852, por Diabelli en Viena.

## Legado cultural
En la comedia dramática Crimes and Misdemeanors de Woody Allen de 1989, partes del Allegro molto moderato (incluido el ritmo punteado de la apertura) se utilizan como medida dramática durante varias escenas que forman las partes centrales de los "crímenes" de la trama.
En Gramophone, Stephen Johnson se refirió a la obra como el mejor cuarteto de cuerda de Schubert, aunque especuló que se escucha con menos frecuencia que los dos cuartetos anteriores del compositor, no por su menor calidad sino porque es menos accesible al público.

## Grabaciones
El Cuarteto de cuerda n.º 15 de Schubert en sol mayor (D. 887) ha sido grabado por multitud de cuartetos, entre ellos:
 
- Cuarteto Alban Berg
- Cuarteto Amadeus
- Cuarteto Artemis
- Cuarteto Auryn
- Cuarteto Belcea
- Cuarteto Brandis
- Cuarteto Busch
- Cuarteto Cherubini
- Cuarteto Chilingirian
- Cuarteto Casals
- Cuarteto Emerson
- Cuarteto Guarneri
- Cuarteto Hagen
- Cuarteto Hugo Wolf
- Cuarteto de Budapest

- Cuarteto Juilliard
- Cuarteto Kodály
- Cuarteto Kolisch
- Cuarteto Kuss
- Cuarteto de cuerda Lipsia
- Cuarteto Mandelring
- Cuarteto Melos
- Cuarteto New Orford
- Cuarteto New Zealand
- Cuarteto Oslo
- Cuarteto Prazak
- Cuarteto Italiano
- Cuarteto de cuerda de Tokio
- Cuarteto Végh
- Cuarteto Verdi